# 岩之上堂
岩之上堂（いわのうえどう）は、埼玉県秩父市にある臨済宗南禅寺派の寺院で、山号は法王山と号する。
本尊真言：おん あろりきゃ そわか
御詠歌：苔むしろしきてもとまれ岩の上 玉のうてなも朽ちはつる身を

## 歴史
創建年代は不明である。応仁年間（1467年 - 1469年）の時点で、既に寺運衰微し、堂宇も荒廃して、ただ本尊の聖観世音菩薩のみが岩の上でむき出しに安置されていた。当堂の「岩之上堂」の名称は、これに由来する。なお、当堂は現在「秩父札所第20番札所」であるが、1488年（長享2年）の札所番付（長享番付）も20番である。番付が変わっていない札所は当堂のみである。
1703年（元禄16年）、内田家が堂守となって観音堂を再建した。現在も所属宗派は臨済宗南禅寺派であるが、僧侶ではなく内田家が管理している。このような例は他の札所ではみられない当堂の一大特徴である。

## 文化財
- 札所20番 法王山岩之上堂（秩父市指定史跡 昭和40年1月25日指定）[3]

## 交通アクセス
- 路線バス札所二十番入口停留所より徒歩5分。